# Orangerie (Wien-Schönbrunn)
Die Orangerie im Schlosspark Schönbrunn ist das älteste der vier Pflanzenhäuser auf dem Schlossareal in Wien-Hietzing.

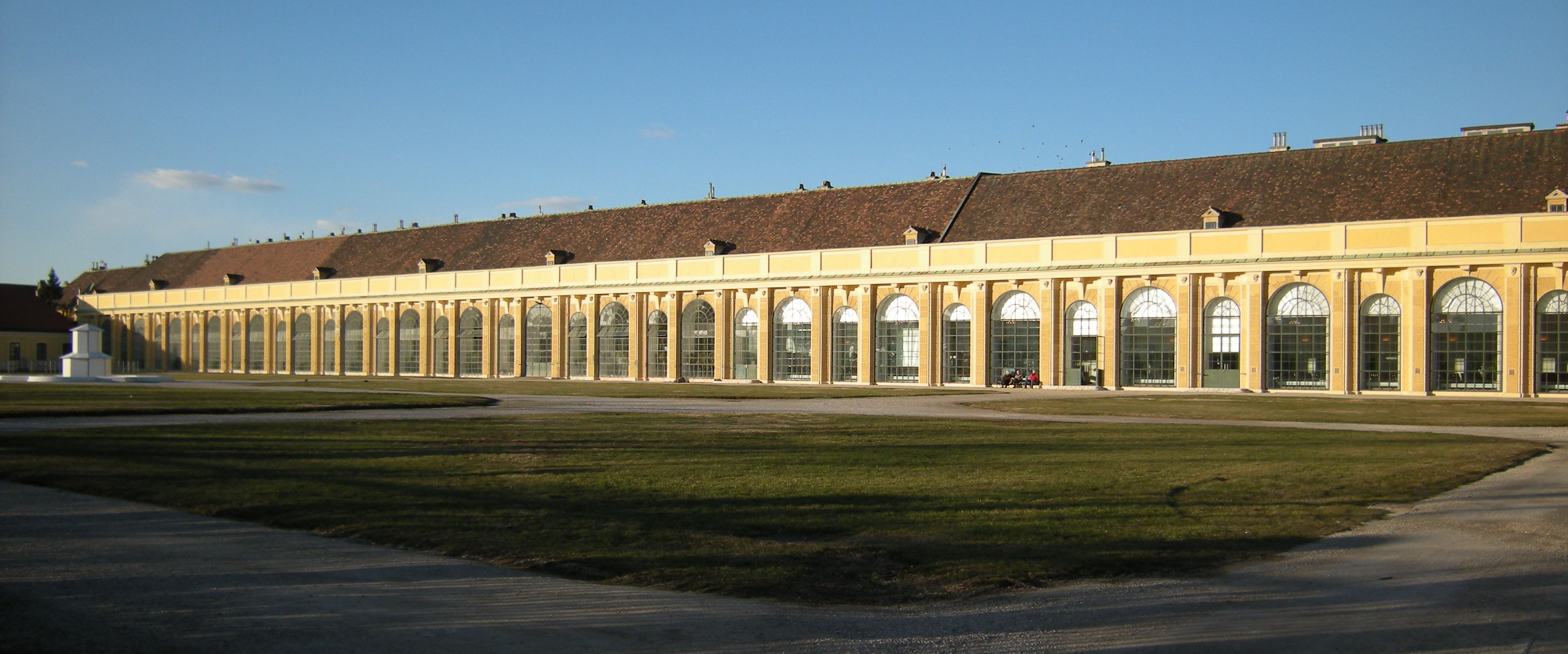
Die Orangerie von Schönbrunn

## Geschichte
Ein Vorläuferbauwerk von Schloss Schönbrunn war die sogenannte „Katterburg“. Sie wurde in einen Zierlustgarten umgewandelt. 1573 etwa wurde Holz angefordert, um „Fruchtstuben“ errichten zu können.
Nach der Abwendung der Türkengefahr von Wien begannen unter Kaiser Leopold I. die Arbeiten an Schloss Schönbrunn. Als 1700 der Hofstaat in das nach Plänen von Johann Bernhard Fischer von Erlach errichteten Schloss zog, gab es keine Orangerie, und auch die Gartengestaltung war äußerst mangelhaft. Um diesem Umstand abzuhelfen, wurde Jean Trehet, ein französischer Gärtner, nach Paris geschickt, um die dortigen Schlossgärten zu inspizieren und tausend „Taxis-Bäume“ (Eiben) zu kaufen.
Der von Trehet anschließend erstellte Gartenplan sah einen Orangengarten vor, und es gibt auch Schriftverkehr über die Unterbringung von Pomeranzenpflanzen im Winter. Warum aber ausgerechnet das Schloss Schönbrunn keine in der Barockzeit so in Mode stehende Orangerie erhielt, ist ungeklärt.
Unter Maria Theresia wurde das Hauptgebäude von Schloss Schönbrunn von Nikolaus Pacassi umgestaltet. Vom Niederländer Adrian van Steckhoven wurden die Gärten neu gestaltet, und er betrieb auch den Bau von Glashäusern im westlichen Teil der Anlage in dem Bereich, wo sich heute das Sonnenuhrhaus und das Palmenhaus befinden.
Über die Errichtung der Orangerie von Schloss Schönbrunn ist wenig bekannt. So ist ungeklärt, von welchem Architekten die Pläne für das Bauwerk stammen, da zu dieser Zeit sowohl Jean Nicolas Jadot de Ville-Issey als auch Nikolaus Pacassi für den Hof tätig waren. Zwar hinterließ Jadot bei seiner Abreise aus Wien 1753 mehr als hundert Pläne, die aber Pacassi vermutlich nicht realisiert hat, wofür auch Stilvergleiche sprechen. Die Fertigstellung muss um 1754 erfolgt sein. 
Das Bauwerk erstreckt sich über eine Länge von 189 Metern, mit dem vorgelagerten nördlichen Orangerieparterre eine Breite von 68 Metern und einer Höhe von 4,7 Metern. Die Südseite besteht aus 39 Fensterachsen (20 schmälere und niedrigere sowie 19 breitere und höhere, die einander abwechseln). Der über zehn Meter breite Innenraum wird von einem Gewölbe überspannt.
Am Ostende der Orangerie schließt sich nahtlos das halbkreisförmige Cedrathaus an. Erbaut wurde es, um den Pomeranzengarten gegen die kalten Ostwinde zu schützen. Das vermutlich erst später errichtete Bauwerk wurde wahrscheinlich zur Aufzucht tropischer Pflanzen genutzt, da es dafür besser geeignet und die kleineren Räume leichter zu klimatisieren und pflegen waren.
Geheizt wurde die Schönbrunner Orangerie über eine Hypokaustenheizung. Die Warmluft von zehn Heizkammern wurde durch Kanäle im Fußboden verteilt, die mit eisernen Platten überdeckt waren. Der Fußboden besteht aus Ziegeln, die die Wärme speicherten. Im Winter wurden Temperaturen zwischen 10 und 15 Grad Celsius erreicht.
Für Veranstaltungen während der kalten Jahreszeit benötigten die kaiserlichen Feste zusätzliche Beheizung. Aus diesem Grund ließ 1823 Kaiser Franz I. ein anderes Heizsystem einführen, das aber den Ansprüchen der überwinternden Pflanzen nicht genügte, deshalb ersuchte Hofgartendirektor Philipp Welle am 3. Dezember 1839 um die Reaktivierung der alten Heizung.
Im Biedermeier sank die Bedeutung der Orangerie. In der Halle wurden nur noch die Pflanzen überwintert, das Orangenparterre wurde als Abstellplatz und Obstgarten genutzt.
Im Revolutionsjahr 1848 bezog Militär in Schönbrunn Quartier und die Orangerie diente als Pferdestall. Man zeigte sich an dem Bauwerk immer weniger interessiert und überlegte sogar den Abbruch. Gerettet wurde die Orangerie durch Kaiser Franz Joseph I., der den Verfall der Orangerie stoppte.
Heute wird sie von den Bundesgärten, einer Dienststelle des Lebensministeriums, betreut. Nach einer sorgfältigen Renovierung in den 1980er Jahren ist die Orangerie heute ein gefragter Veranstaltungsort. Seit 1997 ist die Firma IMaGE Performing Arts GmbH der Alleinpächter der Einrichtung. Jeden Abend finden hier die Schönbrunner Schlosskonzerte statt, die sich besonders bei Gästen aus dem asiatischen Raum großer Beliebtheit erfreuen. Darüber hinaus kann die Orangerie auch für Veranstaltungen, Firmenfeiern, Hochzeiten etc. gemietet werden (siehe „Orangerie als Veranstaltungsort“).

### Orangerieparterre

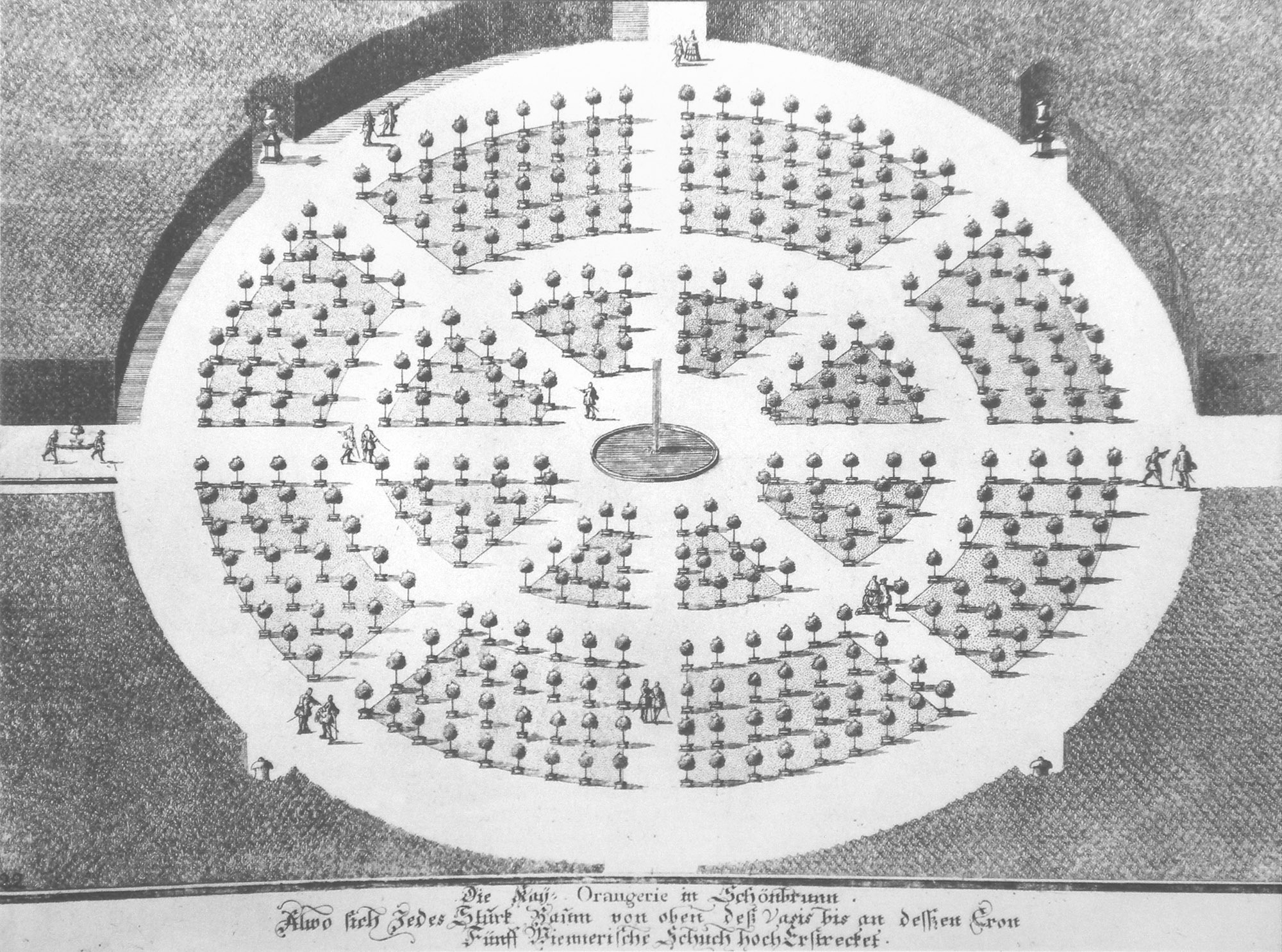
Historischer Stich der Gärten der Orangerie

Der Begriff Orangerieparterre bezeichnet das Freigelände, in dem seinerzeit die Pflanzen der Orangerie – wichtig war deren symmetrische Aufstellung – zum Flanieren einluden. Es wurde aber auch für Gemüsebeete, als Obstgarten und für kleinere Glashäuser genutzt, was im Laufe der Zeit immer intensiver wurde.
Ursprünglich erstreckte es sich beiderseits der sogenannten „Meidlinger Allee“, die sich vom Meidlinger Tor am Ende der Schönbrunner Straße zum Ehrenhof von Schloss Schönbrunn erstreckt.
Während die Zitrusbäume um 1905 verstärkt im Schlosspark von Schönbrunn aufgestellt wurden, wurde das eigentliche Orangerieparterre in einen Obst- und Gemüsegarten umgewandelt.
Da 1951/1952 der Reservegarten von Schönbrunn einer Erweiterung des Tiergartens Schönbrunn Platz machen musste, wurden Gewächshäuser und Mistbeete errichtet. Das benötigte Heizhaus wurde im östlichsten Teil der Orangerie eingebaut, wo es bis 1995 verblieb. Bei dieser Gelegenheit wurde auch das Dach saniert.

## Sanierung
Zwischen 1980 und 1985 wurden diese Gewächshäuser wieder entfernt und Grünflächen in der Form angelegt, wie sie während der Regentschaft von Maria Theresia bestanden hatten.
Die von der Schlosshauptmannschaft in Auftrag gegebene Studie zur Renovierung der Orangerie konnte nicht verwirklicht werden, da aus dem Bundesbudget die benötigten Geldmittel nicht zur Verfügung gestellt wurden.
Erst durch die Gründung der Schloss Schönbrunn Kultur- und Betriebs Gesellschaft m.b.H. am 1. Oktober 1992 wurde man von den Budgetplänen der verschiedenen zuständigen Ministerien unabhängig und konnte mit den Arbeiten beginnen.
Die Glastüren wurden erneuert. Die Halle wurde der Länge nach durch eine Glaswand in zwei Abschnitte geteilt, die der Pflanzenaufbewahrung und als Veranstaltungssaal dienen. Für den Veranstaltungssaal wurden die notwendigen Nebenräume wie Garderoben und Toiletten geschaffen.

## Orangerie als Veranstaltungsort
- Anlässlich eines Inkognito-Besuches des russischen Thronfolgers – des späteren Zaren Paul – bei Kaiser Joseph II. im Spätherbst 1781 wurde in der Orangerie getafelt.
- Am 6. Februar 1785 veranstaltete Kaiser Joseph II. in der Orangerie ein „Frühlingsfest an einem Wintertag“, das vom Grafiker Hieronymus Löschenkohl in einem Stich festgehalten wurde.[2] Allerdings drängte er die Ereignisse in dem langen Raum kräftig zusammen.
- Anlässlich eines Besuches seiner Schwester Marie Christine von Österreich und Albert Kasimir von Sachsen-Teschen, ihrem Gatten, veranstaltete Kaiser Joseph II. am 7. Februar 1786 ein weiteres Frühlingsfest im Winter, welches in die Musikgeschichte einging. Antonio Salieri und Wolfgang Amadeus Mozart lieferten einander einen musikalischen Wettstreit.
- Während des Wiener Kongresses wurde am 11. Oktober 1814 ein dem Zeitvertreib dienendes Fest abgehalten.
- Im Jahr 1905 fand in Wien der 1. Internationale Botanische Kongress statt, an dem alle europäischen Staaten, die USA, Argentinien, China und der Kongo teilnahmen. In der Orangerie wurde eine Fachausstellung eingerichtet, die von 13.000 Menschen besucht wurde.
- Heute ist die Orangerie ein begehrter Veranstaltungsort für internationale Events, Empfänge und Firmenfeiern, aber auch Galadinners und Hochzeiten. Bei Veranstaltungen kann auf Anfrage auch der barocke Orangeriegarten benutzt werden. Darüber hinaus ist die Orangerie Schönbrunn das Stammhaus des „Schloss Schönbrunn Orchester Vienna“, dessen Konzerte bereits über 1 Million Besucher erlebten.

## Brautmyrte Maria Theresias
Ein Pflegling mit ungewöhnlicher Geschichte in der Schönbrunner Orangerie ist die Brautmyrte Maria Theresias.
Wie von anderen Herrscherhäusern erhielt 1736 Maria Theresia vom osmanischen Sultan in Konstantinopel Brautgeschenke, die mit einer Maultierkarawane nach Wien gebracht wurden. Darunter befand sich als lebende Gabe ein Myrtenbäumchen als Sinnbild der Liebe, der bis jetzt dank der guten Pflege gut gedeiht. Erst im Herbst 2006 wurde in den Nachrichten verkündet, dass die Brautmyrte Maria Theresias wieder einmal umgetopft worden war.

## Weitere Informationen